# Chó sói Sicilia
Chó sói Sicilia (Canis lupus cristaldii) (Tiếng Sicilia: lupu sicilianu) là một phân loài tuyệt chủng của sói xám từng là loài đặc hữu của Sicily. Giống chó sói này có màu nhạt hơn sói Ý và có kích thước tương đương với sói Ả Rập hiện còn tồn tại và giống sói Nhật Bản đã tuyệt chủng. Phân loài này được coi là tuyệt chủng do con người tác động vào thập niên 1920, mặc dù có một số cá thể có thể còn tồn tại cho đến thập niên 1970. Sói Sicilia được xác định là một phân loài riêng biệt vào năm 2018 thông qua các kiểm tra hình thái của một số mẫu vật và hộp sọ còn lại, cũng như các phân tích DNA ty thể.

## Lịch sử
Sói Sicilia có khả năng đã đến vùng Sicily bằng một "cây cầu" bằng đất liền hình thành trong khoảng thời gian từ 21.500 đến 20.000 năm trước. Sự suy giảm số lượng sói Sicilia có khả năng bắt đầu từ thời kỳ hậu Vương quốc Sicilia, khi con mồi của loài sói này là các động vật thuộc các loài có móng guốc bị tuyệt chủng. Phân loài này đã tuyệt chủng trong thế kỷ 20, nhưng thời điểm chính xác cho đến nay vẫn chưa rõ ràng. Quan điểm thông thường cho rằng con sói Sicilia cuối cùng đã bị giết vào năm 1924 gần vùng Bellolampo, mặc dù có nhiều báo cáo về những vụ sói bị giết chết khác trong khoảng thời gian từ 1935 đến 1938, tất cả đều ở vùng lân cận thành phố Palermo. Một số trường hợp nhìn thấy sói cũng được báo cáo vào năm 1960 và 1970.
Vào năm 2018, một cuộc kiểm tra về mẫu gốc - một mẫu vật và hộp sọ của nó được lưu trữ tại Bảo tàng di sản Naturale di Firenze - và ba mẫu vật khác đã xác nhận sự khác biệt về hình thái của loài sói Sicilia. Kiểm tra DNA ty thể được chiết xuất từ răng của một số hộp sọ cho thấy các phân loài sở hữu một kiểu haplotype độc đáo, khác so với loài sói Ý.
Vào năm 2019, một nghiên cứu của mDNA đã chỉ ra rằng chó sói Sicilia và chó sói Ý có mối quan hệ mật thiết với nhau và tạo thành một "đội quân Ý", là cơ sở cho tất cả những con sói hiện đại khác, ngoại trừ sói Hy Lạp và sói Nhật Bản đã tuyệt chủng. Nghiên cứu chỉ ra rằng một sự khác biệt di truyền đã xảy ra giữa hai dòng dõi 13.400 năm trước. Thời điểm này tương thích với sự tồn tại của cây cầu trên đất liền mới nhất giữa Sicily và mũi phía tây nam của Ý, đã tràn vào cuối kỷ Pleistocene muộn để tạo thành eo biển Messina 